# Głos Ameryki
Głos Ameryki (ang. Voice of America, VOA), potocznie Głos Ameryki z Waszyngtonu – rządowa rozgłośnia Stanów Zjednoczonych powstała 1 lutego 1942 roku, nadająca programy dla zagranicy po angielsku i w ponad 40 innych językach. Prezentuje stanowisko polityczne władz USA za granicą.

## Działalność
VOA produkuje treści cyfrowe, telewizyjne i radiowe w ponad 40 językach, które dystrybuuje do 2200 stacji afiliacyjnych na całym świecie. Audycje Głosu Ameryki dostępne są na falach krótkich, za pośrednictwem satelitów, naziemnych nadajników UKF oraz w internecie, docierają do szacowanej cotygodniowej widowni wynoszącej 237 milionów ludzi. VOA jest częścią amerykańskiej agencji Global Media (USAGM), agencji rządowej, która nadzoruje wszystkie niewojskowe amerykańskie transmisje międzynarodowe. Jest finansowana przez Kongres Stanów Zjednoczonych. Niezależność redakcyjna VOA jest gwarantowana przez amerykańskie prawo.
Misją VOA jest przekazywanie wiarygodnych, dokładnych, obiektywnych i wyczerpujących informacji reprezentujących Amerykę.
W okresie zimnej wojny audycje Głosu Ameryki (wraz z BBC i Radio Wolna Europa) były traktowane przez ZSRR jako skierowane przeciwko państwom bloku wschodniego – sygnał Głosu Ameryki był zagłuszany przez wyspecjalizowane struktury armii ZSRR, LWP i MSW PRL (podobnie jak transmisje BBC i Radia Wolnej Europy). W roku 2017 rozgłośnia została uznana w Rosji za agenta zagranicznego.

### Historia polskiej audycji Głosu Ameryki
Głos Ameryki rozpoczął nadawanie polskiej audycji 7 maja 1942 roku. Na przestrzeni lat zmieniały się godziny i częstotliwości, do nadawania wykorzystywano nawet 10 różnych częstotliwości w zakresie fal krótkich, z nadajników zlokalizowanych w różnych częściach świata (Europa, Azja i Stany Zjednoczone), część audycji była nadawana na fali średniej 1197 kHz z nadajnika Głosu Ameryki w Monachium. Najdłuższy program zaczęto nadawać wkrótce po wprowadzeniu stanu wojennego (1981–1983) w PRL, wówczas nadawano dwugodzinny blok poranny w godz. 6–8 i pięciogodzinny blok wieczorny w godz. 20–1 po północy. Po 1989 roku długość programu zredukowano, w 1991 roku nadawano godzinny program poranny w godz. 6.30–7.30 i trzygodzinny program wieczorny w godz. 22–1 i ograniczono też liczbę częstotliwości. W końcu lat 90. XX wieku polskie programy Głosu Ameryki były też dostępne w internecie, transmitowane technologią RealAudio. Od 2001 roku nadawano 15 minut audycji dziennie, w godzinach 17–17.15 czasu polskiego. Ostatnia audycja Głosu Ameryki z Waszyngtonu, prowadzona przez Wojciecha Żórniaka, została nadana 27 lutego 2004 roku.